# Григорівка (Новоукраїнський район)
Григо́рівка — село в Україні, у Ганнівській сільській громаді Новоукраїнського району Кіровоградської області. Населення становить 544 осіб. Колишній центр Григорівської сільської ради.
Найвідомішим вихідцем села є Володимир Винниченко — український прозаїк, драматург, художник, а також політичний і державний діяч.

## Історія
Згідно Відомості 1781 року про роздачу земель, 3000 десятин землі сучасного села Григорівка були надані кадету Косюрі: при вершині річки Чорного Ташлику з правої сторони. А вже в 1784 році вказано, що у прапорщика Косюри у власності 2950 десятин зручної землі та 50 десятин незручної. Жителі ще не значаться. 
В 1801 році в сповідальних списках поселення називається - слобода прапорщика Григорія Васильовича Косюри (Косюрова). Через декілька років після смерті Григорія Косюри, який помер в 1803 році у віці 49 років, слобода перейменована спочатку на Косюриху, а потім на Григорівку. 
Перші жителі слободи, записані в сповідальних списках 1801 року: Мельник, Швець, Лисий, Бало, Чабан, Старший, Слободяник, Малій. 
По даним 1827 року, власники слободи були Павло Григорович Косюра та його дружина Євлампія Іванівна Луполова. Вони мали у власносні кріпаків чоловічої статі 7 та жіночої статі 9, а також куплених в Полтавскій губернії чоловічої статі 15 та жіночої статі 20. 

## Населення
Згідно з переписом УРСР 1989 року чисельність наявного населення села становила 589 осіб, з яких 272 чоловіки та 317 жінок.
За переписом населення України 2001 року в селі мешкало 547 осіб.

### Мова
Розподіл населення за рідною мовою за даними перепису 2001 року:
| Мова       | Відсоток |
| ---------- | -------- |
| українська | 97,06 %  |
| російська  | 2,02 %   |
| молдовська | 0,55 %   |
| вірменська | 0,37 %   |